# Wim Leemans
Wim Leemans (* 7. Juni 1963 in Gent, Belgien) ist ein belgisch-amerikanischer Physiker, Professor an der Universität Hamburg und seit 2019 Direktor des Beschleunigerbereichs bei DESY. Seine Fachgebiete sind die Plasmaphysik und Plasmabeschleuniger. Besonders für seine Arbeiten an Plasmabeschleunigern mit dem Lawrence Berkeley National Laboratory wurde er mehrfach ausgezeichnet.

## Leben und Wirken

### Ausbildung
Wim Leemans wurde 1963 in Gent, Belgien geboren. Seine Studien der Elektrotechnik und Angewandten Physik an der Vrije Universiteit Brussel schloss er im Jahr 1985 ab und erhielt zwei Jahre später den Master of Science in Elektrotechnik an der University of California, Los Angeles in den USA. An der UCLA wurde er von John Dawsons und Toshiki Tajima inspiriert, welche sich u. a. mit Plasmabeschleunigern befassten. Die darauffolgenden Jahre arbeitete er als wissenschaftlicher Mitarbeiter an der UCLA an seiner Promotion, die er 1991 abschloss. Seine Dissertation wurde 1992 mit dem Simon Ramo Preis für herausragende Leistungen in der Dissertation für Forschungsarbeiten in der Plasmaphysik der American Physical Society ausgezeichnet.

### Lawrence Berkeley National Laboratory
Die folgenden 27 Jahre war der Physiker am Lawrence Berkeley National Laboratory (LNBL) tätig, einer Forschungseinrichtung des Energieministeriums der USA. Von 1991 an war Leemans hier als wissenschaftlicher Mitarbeiter tätig, wurde 1993 Gruppenleiter und startete 1995 das Laser Optical Systems Integrated Studies (LOASIS) Programm, aus dem 2007 das Berkeley Laboratory Laser Accelerator (BELLA) Project und später das BELLA Center entstand, welches er bis zu seinem Fortgang vom LBNL im Jahr 2019 leitete. Sein Team konnte dort erstmals mit einem Laser-Plasma-Beschleuniger Elektronen auf ein Giga-Elektronenvolt (GeV) beschleunigen. Dabei werden im Gegensatz zu üblichen elektromagnetischen Teilchenbeschleunigern, welche eine Länge von mehreren hundert Metern und mehr haben, die Elektronen auf einer Länge von nur etwa 20 Zentimetern beschleunigt. Hierbei wird zunächst Plasma in einer Röhre mit Wasserstoff erzeugt, auf das ein starker Laserimpuls einwirkt. Dadurch entsteht eine Plasmawelle, auf der die Elektronen beschleunigt werden. Der Rekord von einer Beschleunigung in Höhe von 7,8 GeV mit Hilfe eines Plasmabeschleunigers wurde in der Fachzeitschrift Physical Review Letters von Leemans publiziert. Eine der Anwendungen dieser Technologie mit der vergleichsweise kompakten Größe kann die Entwicklung eines kleinen Röntgenlasers sein, mit dem etwa Moleküle, Zellen oder Viren in 3D aufgenommen und untersucht werden können. Für diese Arbeiten mit BELLA wurden der Belgier und sein Team mit mehreren wissenschaftlichen Preisen ausgezeichnet. Von 2014 an war er für fünf Jahre als Direktor im Bereich Beschleuniger-Technologie und Angewandte Physik des LNBL tätig.

### Deutsches Elektronen-Synchrotron DESY und Professur in Hamburg
Im Jahr 2019 trat Leemans die Stelle des Direktors des Beschleunigerbereichs des Deutschen Elektronen-Synchrotrons (DESY) an. Dort arbeitet er u. a. an der Optimierung des im Rahmen des BELLA-Projekts entwickelten Plasmabeschleunigers. Seit 2020 ist er Professor für Beschleunigerkonzepte an der Universität Hamburg.

## Auszeichnungen (Auswahl)
- 2016: IEEE Particle Accelerator Science and Technology Award des Institute of Electrical and Electronics Engineers[13]
- 2014: Preis des Energieministeriums (Department of Energy Secretary's Achievement Award) des Energieministeriums der Vereinigten Staaten[14]
- 2012: Ernennung zum Fellow der American Association for the Advancement of Science (AAAS)[5]
- 2012: Advanced Accelerator Concepts Prize[15]
- 2010: John Dawson Award for Excellence in Plasma Physics Research der American Physical Society (APS)[16]
- 2009: Ernest-Orlando-Lawrence-Preis des Energieministeriums der Vereinigten Staaten[17]
- 2005/2006: Outstanding Performance Award des Lawrence Berkeley National Laboratory[16]
- 2005: Preis der U.S. Particle Accelerator School (USPAS)[18]
- 2001: Ernennung zum Fellow der American Physical Society (APS)[19]
- 1996: Klaus Halbach Preis für Röntgengeräte[20]
- 1992: Simon Ramo Preis für herausragende Leistungen in der Dissertation Forschungsarbeiten in der Plasmaphysik der APS[16]
- 1987: Graduate Scholarship Award der IEEE Nuclear and Plasma Sciences Society[2]
- 1986: Graduiertenstipendiat der belgisch-amerikanischen Bildungsstiftung
- 1985/1986: Graduiertenstipendiat der Francqui Foundation[21]